# もうすぐ春ですね
『もうすぐ春ですね』（もうすぐはるですね）は、たておか夏希による日本の漫画作品。『なかよしデラックス』（講談社）において、1987年2月号から同年4月号まで連載された。

## あらすじ
主人公・朝子は松崎のことが好きで、いつも影からバレーボールの練習を見ている。朝子は堂々と応援をせず、陰から見ているだけで十分だと考えていた。しかし本当は松崎は女子に人気があり、いつも囲まれているため近付くことが出来ないのだった。毎朝家の前をジョギングする松崎の姿を見ることを、朝子は自分だけが知っている特別な時間に感じていた。ある日、食堂で松崎のとりまきの女子・太田と揉めて騒ぎを起こし、松崎を怒らせてしまう。朝子は決心をし、自分の家の前で待ち、松崎に謝ったが微妙な空気になってしまう。そこでくしゃみをした松崎に飼い犬を差し出した朝子は、場の収拾がつかなくなったと戸惑うが、松崎は笑ったのだった。初めて松崎と会話をしたことで自信がついた朝子。図書室で松崎と偶然居合わせた際、嫌なことを言ってきた太田から松崎は朝子をかばってくれたのだった。それから朝子と松崎の仲はいい雰囲気に進展する。
第2話では美緒、第3話ではえりかの恋愛模様が描かれる。

## 登場人物
槇原 朝子（まきはら あさこ）
主人公。高校1年生。
中瀬 美緒（なかせ みお）
朝子の友達。積極的な性格。
宮本 えりか（みやもと えりか）
朝子の友達。眼鏡をかけている。
松崎（まつざき）
バレー部。女子に人気がある。
太田（おおた）
松崎のとりまきの女子。

## 同時収録作品
卒業
『なかよし』1987年3月号掲載。
ま・ち・び・ときたら……
『なかよし』1987年1月号掲載。

## 書誌情報
- たておか夏希『もうすぐ春ですね』講談社〈講談社コミックスなかよし〉1987年7月6日発行[1]、全1巻、ISBN 4-06-178576-1
  - 読切「卒業」「ま・ち・び・ときたら……」併録。